# Ådermussling
Ådermussling (Rhodotus palmatus) är en svampart som först beskrevs av Pierre Bulliard (v. 1742–1793), och fick sitt nu gällande namn av René Charles Maire 1926. Ådermussling ingår i släktet Rhodotus och familjen Physalacriaceae.  Arten är reproducerande i Sverige. Inga underarter finns listade i Catalogue of Life.

## Externa länkar

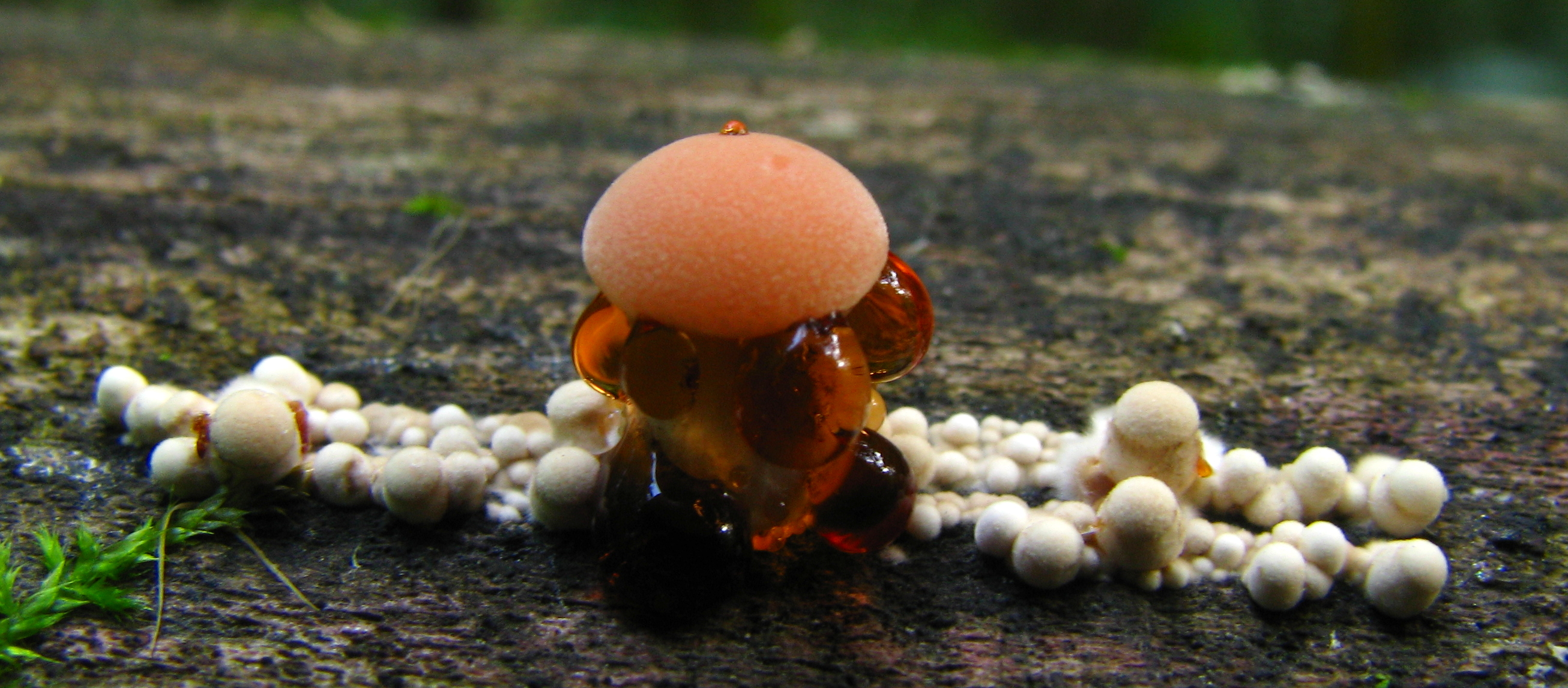
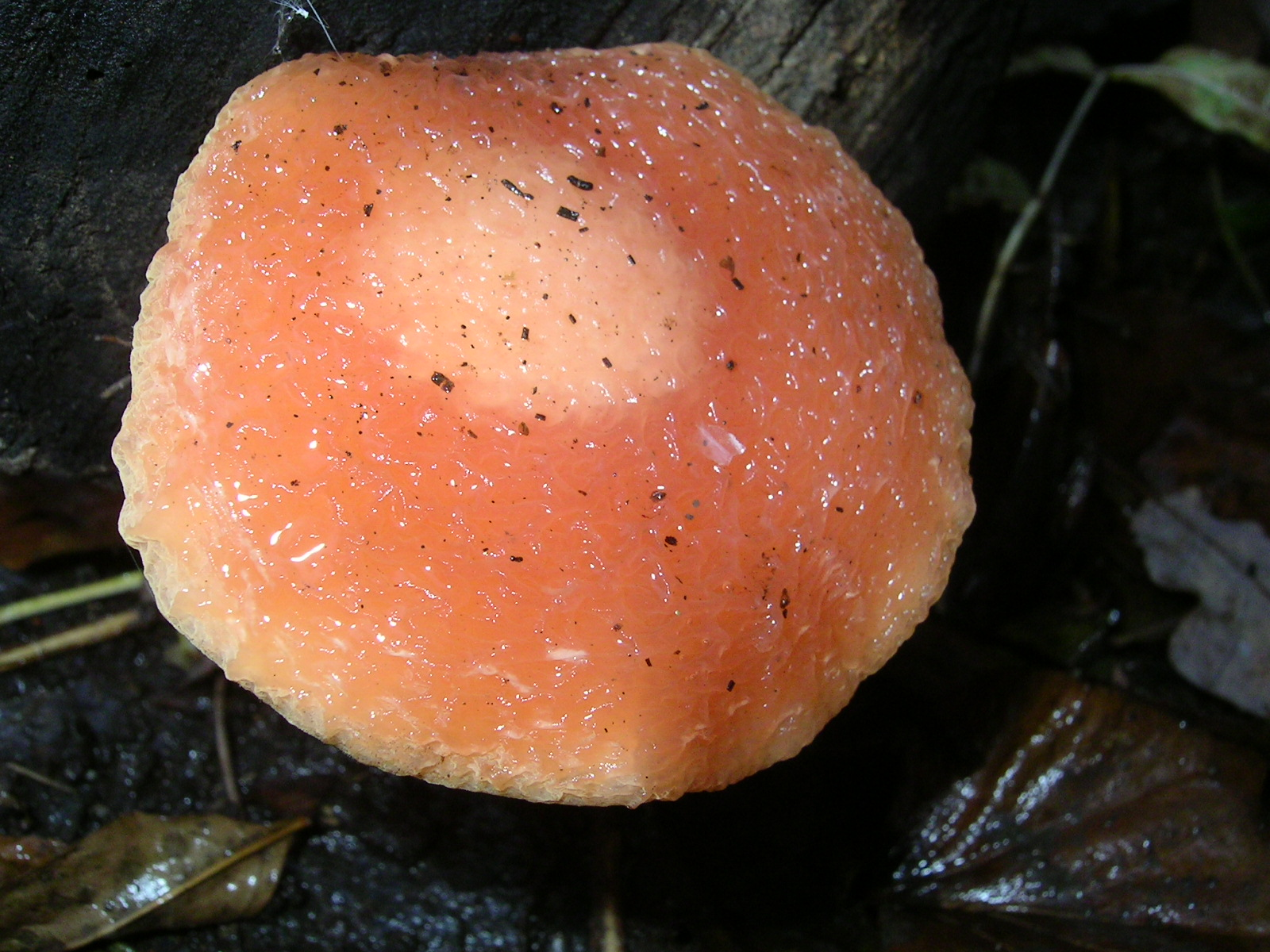
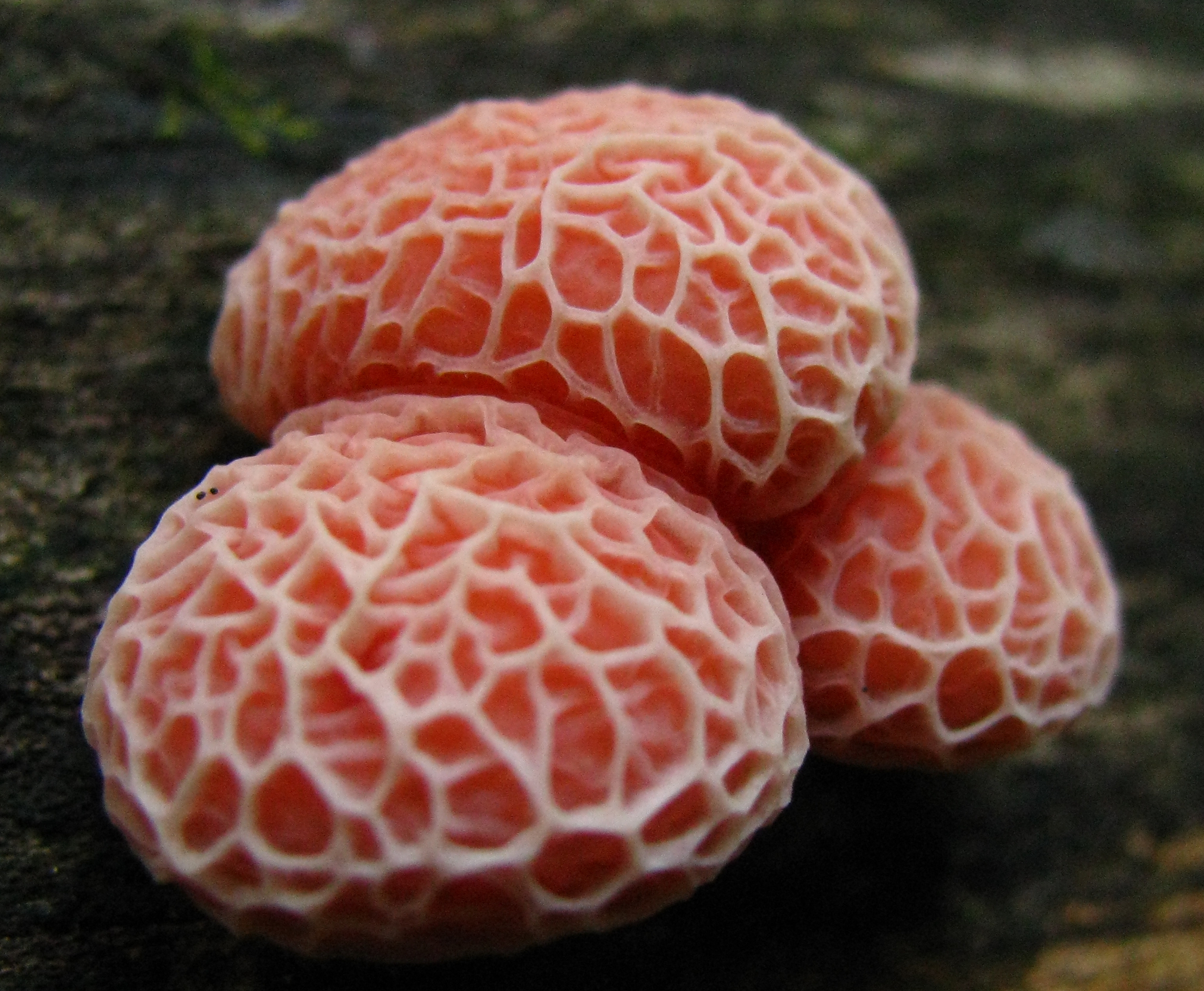
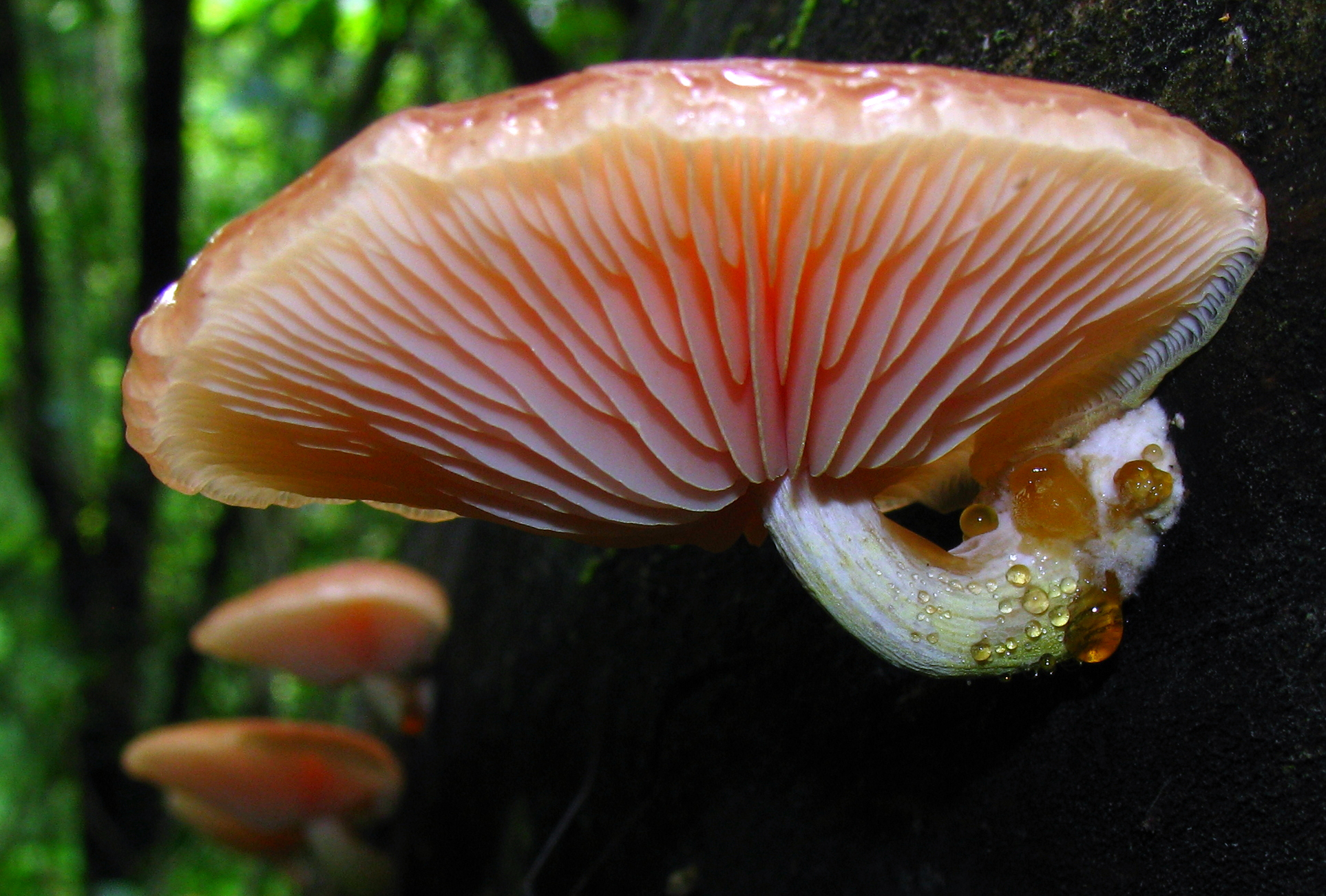
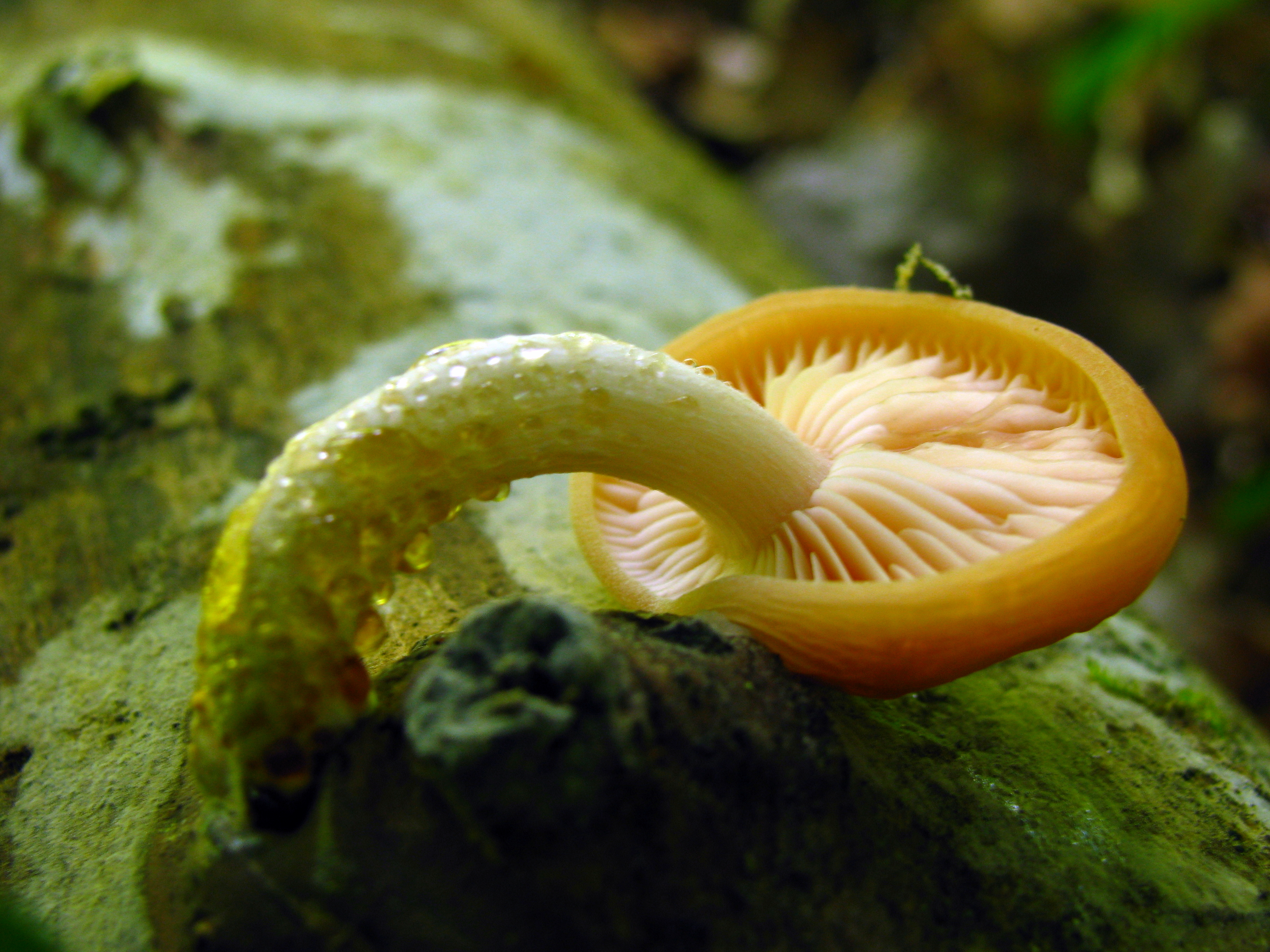
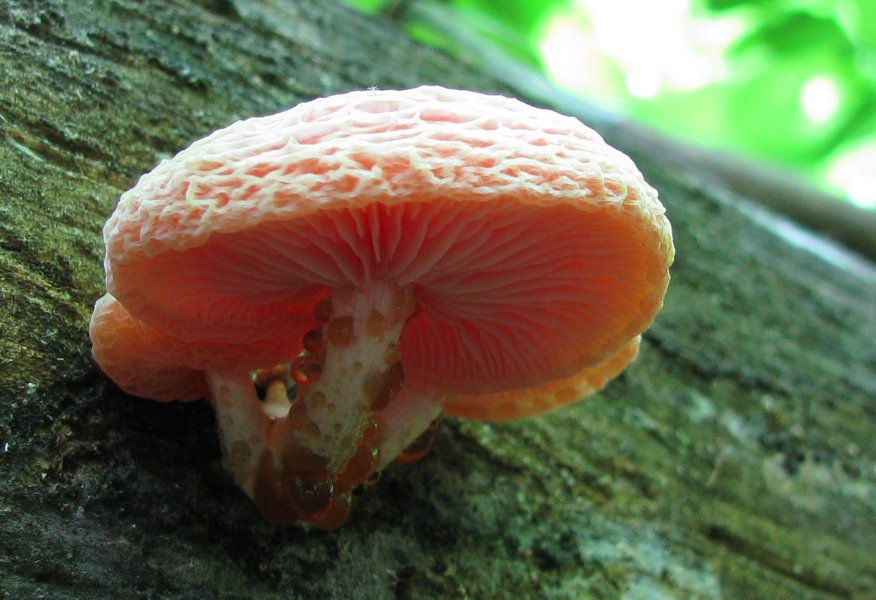